# Halász Péter (tanító)
Halász Péter (Mohács, 1817. június 29. – Veszprém, 1892. április 29.) főelemi tanító.

## Élete
Halász István, a mohácsi vár kulcsárának és Makai Ilonának fia. A négy osztályú gimnáziumot szülővárosában végezte. Már 1833-ban tanított egy osztályt Mohácson Borbély István főtanító mellett, mint tanítógyakornok, de önállóan. 1834-ben szintén Baranya megyében, Himesházán volt segédtanító. 1835-ben végezte Pécsett a tanítóképzőt és azon év őszén Zircen segédtanító lett és ezen német helységben magyarul kezdett tanítani. 1837-ben a tihanyi apátságba választották meg kántor-tanítónak; itt egyszersmind községi jegyző is volt. 1851-ben Veszprémbe a belvárosi iskolába nevezték ki, ahol a III. osztályt tanítottam negyven éven keresztül működött itt. Művei imák és énekek. Elhunyt 1892. április 29-én este 8 órakor, életének 76., házasságának 47. évében, örök nyugalomra helyezték 1892. május 1-jén délután Veszprémben, az alsóvárosi sírkertben a római katolikus anyaszentegyház szertartásai szerint. Neje Böcskey Julianna volt. Fia, Halász Ferenc Vas vármegyében működött mint tanfelügyelő.
Tanítói pályájáról visszaemlékezéseket közölt a Magyar Paedagogiai Szemlében (1883.)

## Munkája
- Imák és énekek a keresztény kath. ifjuság használatára összeszedte s a veszprémi püspöki hatóság jóváhagyásával kiadta. Pest, 1868.